# Osmariel Villalobos
Osmariel Maholi Villalobos Atencio (Maracaibo, Estado Zulia; 2 de agoste de 1988) es una comunicadora social, modelo, presentadora de televisión, animadora y actriz venezolana. Villalobos fue la representante de Yaracuy en el Miss Venezuela 2011 y recibió el título de Miss Venezuela Tierra y posteriormente se posicionó como Miss Earth Water en Filipinas.

## Biografía y carrera
Osmariel se inició a temprana edad en el mundo del modelaje desfilando para algunos diseñadores locales y nacionales. En 2007 fue coronada como Reina del Turismo de la XLII Feria de La Chinita, y en 2008 participa en el Sambil Model Venezuela, obteniendo el título de Sambil Model Maracaibo. Es egresada de la Universidad del Zulia.
Tras su participación en el Miss Venezuela 2011, y después de un breve descanso, ingresa a Venevisión en 2011 para animar el magazine matutino Portada's, transmitido de lunes a viernes y el programa  Presentación Oficial a la Prensa de las candidatas al Miss Venezuela desde el certamen Miss Venezuela 2013.

## Vida personal
En agosto de 2017 se casó con el exfutbolista y empresario venezolano Juan Pablo Galavis. Villalobos anunció su divorcio en agosto de 2019.

## Filmografía

### Programas de TV
| Año       | Título                           | Notas                      |
| --------- | -------------------------------- | -------------------------- |
| 2011      | Miss Venezuela 2011              | Miss Venezuela Tierra 2012 |
| 2011-2019 | Portada's                        | Presentadora               |
| 2012      | Miss Tierra 2012                 | Miss Agua                  |
| 2023      | La casa de los famosos           | Concursante                |
| 2025      | Miss Universe Latina, el reality | Concursante (Top 8)        |

### Series
| Año  | Título     | Rol     |
| ---- | ---------- | ------- |
| 2016 | Escándalos | Rosaura |

## Trayectoria como modelo

### Miss Venezuela 2011
Durante los años 2009 y 2010, se prepara para entrar al magno certamen de belleza Miss Venezuela, aunque su prioridad era viajar a Escocia a estudiar inglés. Para el 2011 es seleccionada en el casting del certamen y finalmente le otorgan la banda de Miss Yaracuy, en el concurso, y logra figurar en el cuadro de honor, como Miss Venezuela Tierra, distinción que la acredita como representante del país en el Miss Tierra 2012, que se celebraría el año siguiente en Filipinas, obteniendo el título de Miss Earth Water.

### Miss Tierra 2012
Como parte de sus responsabilidades como Miss Venezuela Tierra, representó al país en la 12° edición de Miss Tierra que se realizó en Muntinlupa, Filipinas. Villalobos compitió con otras 79 candidatas de diversos países y territorios autónomos por la corona que hasta el momento ostentaba la ecuatoriana Olga Álava; al final del evento se posicionó como Miss Earth Water.

## Cronología
| Predecesor: Andrea Escobar      | Miss Yaracuy 2011          | Sucesor: María Julia Álvarez   |
| Predecesor: Caroline Medina     | Miss Venezuela Tierra 2011 | Sucesor: Alyz Henrich          |
| Predecesor: Athena Mae Imperial | Miss Tierra Agua 2012      | Sucesor: Punika Kulsoontornrut |